# Chłopiec na rowerze
Chłopiec na rowerze (fr. Le gamin au vélo) – francusko-belgijsko-włoski dramat filmowy z 2011 roku w reżyserii i według scenariusza braci Dardenne. Zdjęcia kręcono w Walonii (głównie w Seraing).
Światowa premiera filmu miała miejsce 15 maja 2011 roku, podczas 64. Międzynarodowego Festiwalu Filmowego w Cannes, gdzie film był wyświetlany w Konkursie Głównym. Na tym festiwalu, obraz otrzymał nagrodę Grand Prix.
Polska premiera filmu miała miejsce 30 lipca 2011 podczas 5. Festiwalu Filmu i Sztuki „Dwa Brzegi”, gdzie obraz został wyświetlony na otwarcie imprezy. Następnie film został zaprezentowany 9 sierpnia 2011 podczas 1. Transatlantyk Festival w Poznaniu; film został wyświetlony w sekcji "Transatlantyk Panorama".
Z dniem 11 listopada 2011 roku, dystrybutor Carisma Film wprowadził film do dystrybucji kinowej na terenie Polski.

## Opis fabuły
Jedenastoletni Cyril (Thomas Doret) zostaje pozostawiony w sierocińcu przez ojca, Guy (Jérémie Renier). Przypadkowo chłopak spotyka fryzjerkę Samanthę (Cécile de France), która zaczyna opiekować się chłopcem w weekendy. Kolejną osobą, która staje na drodze Cyrila jest miejscowy diler narkotyków Wes. Cyril będzie musiał wybrać między Samanthą a Wesem. Film ma cechy baśni, Samantha przypomina dobrą wróżkę, diler złego wilka. Chłopcu towarzyszy rower, który zapewnia symboliczny związek z nieobecnym ojcem. Akcja toczy się w trójkącie miasto-stacja benzynowa-las. Każde z tych miejsc ma swoją symbolikę (nadzieja-decyzje-niebezpieczeństwo). 

## Obsada
- Thomas Doret jako Cyril
- Cécile de France jako Samantha
- Jérémie Renier jako Guy Catoul
- Egon Di Mateo jako Wes
- Fabrizio Rongione jako księgarz
- Olivier Gourmet jako właściciel kawiarni

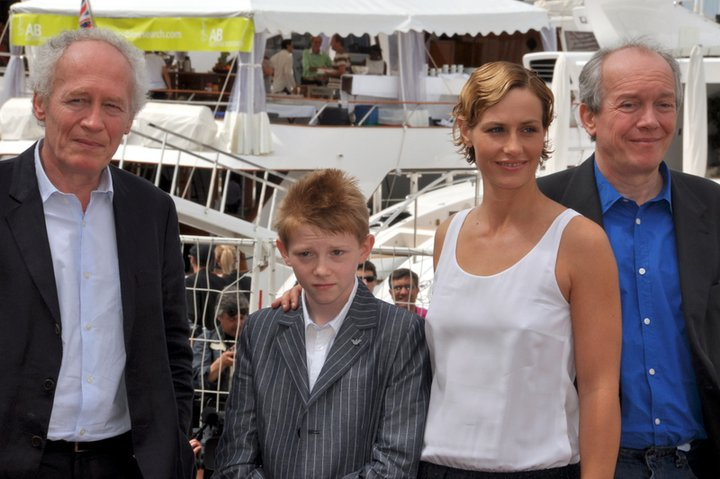
Bracia Dardenne wraz z aktorami Thomasem Doretem i Cécile de France (oboje pośrodku) podczas 64. MFF w Cannes, 15 maja 2011

i inni

## Nagrody i nominacje
64. Międzynarodowy Festiwal Filmowy w Cannes
- Grand Prix – Jean-Pierre i Luc Dardenne
- nominacja: Złota Palma – Jean-Pierre i Luc Dardenne

24. ceremonia wręczenia Europejskich Nagród Filmowych
- nagroda: Najlepszy Europejski Scenarzysta − Jean-Pierre i Luc Dardenne
- nominacja: Najlepszy Europejski Film − Jean-Pierre i Luc Dardenne
- nominacja: Najlepszy Europejski Reżyser − Jean-Pierre i Luc Dardenne
- nominacja: Najlepsza Europejska Aktorka − Cécile de France

26. ceremonia wręczenia Independent Spirit Awards
- nominacja: najlepszy film zagraniczny − Jean-Pierre i Luc Dardenne (Belgia)

16. ceremonia wręczenia Satelitów
- nominacja: najlepszy film zagraniczny (Belgia)

69. ceremonia wręczenia Złotych Globów
- nominacja: najlepszy film nieanglojęzyczny (Belgia)

37. ceremonia wręczenia Cezarów
- nominacja: najlepszy film zagraniczny − Jean-Pierre i Luc Dardenne (Belgia)